# Лади-Манс
Лади-Манс (пол. Łady-Mans) — село в Польщі, у гміні Червін Остроленцького повіту Мазовецького воєводства.
Населення — 64 особи (2011).
У 1975-1998 роках село належало до Остроленцького воєводства.

## Демографія
Демографічна структура станом на 31 березня 2011 року:
|          | Загалом | Допрацездатний вік | Працездатний вік | Постпрацездатний вік |
| -------- | ------- | ------------------ | ---------------- | -------------------- |
| Чоловіки | 33      | 7                  | 21               | 5                    |
| Жінки    | 31      | 6                  | 17               | 8                    |
| Разом    | 64      | 13                 | 38               | 13                   |